# نیکولا یون
نیکولا یون (انگلیسی: Nicola Yoon؛ زادهٔ ۱ اکتبر ۱۹۷۳) پدیدآور اهل ایالات متحده آمریکا است. عمده شهرت او به واسطهٔ نگارش کتابی است در ژانر ادبیات داستانی نوجوانان با عنوان همه‌چیز، همه‌چیز که در سال ۲۰۱۵ منتشر و در زمرهٔ فهرست کتاب‌های پرفروش نیویورک تایمز قرار گرفت. در سال ۲۰۱۷ نیز بر پایهٔ این اثر، اقتباسی سینمایی با همین عنوان بر پردهٔ سینما رفت.